# Deklinace
Deklinace (bývá značena řeckým písmenem δ) je jedna ze dvou souřadnic rovníkové soustavy souřadnic (druhá souřadnice je rektascenze).  Udává úhlovou vzdálenost rovnoběžky, na níž leží nebeské těleso, od světového rovníku (je tedy obdobou geografické šířky). Na severní polokouli je kladná, zatímco na jižní je záporná. Hvězdy na rovníku mají deklinaci rovnou nule, hvězda na severním pólu by měla deklinaci +90° (Polárka má 89,3°), hvězda na jižním pólu −90°. Deklinace se měří podél deklinační kružnice ve stupních, minutách a vteřinách.